# Xylocarpus granatum
Xylocarpus granatum J.Koenig, 1784 è una pianta della famiglia delle Meliacee, diffusa nelle mangrovie costiere dell'oceano Indiano e del Pacifico centro-occidentale, sino alle isole Tonga.